# Đinh Xuân Lâm
Đinh Xuân Lâm (4 tháng 2 năm 1925 – 25 tháng 1 năm 2017) là một trong những người góp công đầu xây dựng Bộ môn Lịch sử cận – hiện đại Việt Nam, Phó Chủ tịch Hội Khoa học Lịch sử Việt Nam khóa IV, Chủ tịch Hội đồng khoa học Trung tâm UNESCO Thông tin tư liệu lịch sử và văn hóa Việt Nam. Ông là một trong "tứ trụ" của nền sử học Việt Nam (Lâm, Lê, Tấn, Vượng).

## Tiểu sử
Ông sinh ra tại xã Sơn Tân (nay là xã Tân Mỹ Hà), huyện Hương Sơn, tỉnh Hà Tĩnh trong một gia đình quan lại nhà Nguyễn.
Từ nhỏ ông theo song thân ra sinh sống và trưởng thành ở Thanh Hóa (cha ông là Tri huyện Yên Định), gắn bó với mảnh đất này như quê hương thứ hai của mình. Sau khi đỗ thành chung, ông học Trường Quốc học Huế và tốt nghiệp tú tài toàn phần ban Triết học văn chương. Sau Cách mạng tháng Tám năm 1945, ông là một trong những thầy giáo trung học đầu tiên của nước Việt Nam Dân chủ Cộng hòa.
Năm 1954, ông được chuyển thẳng lên năm thứ hai học tại Đại học Sư phạm Văn khoa, đồng môn với Phan Huy Lê và Trần Quốc Vượng. Tốt nghiệp thủ khoa xuất sắc, ông được giữ lại làm cán bộ giảng dạy tại Khoa Lịch sử thuộc Đại học Tổng hợp Hà Nội.
Dưới sự dìu dắt của thầy Trần Văn Giàu, ông đã góp công đầu xây dựng Bộ môn Lịch sử cận – hiện đại Việt Nam. Tại đây ông đã nghiên cứu và biên soạn các giáo trình như Lịch sử Việt Nam 1897 – 1914 (1957), Hoàng Hoa Thám và phong trào nông dân Yên Thế (1958), Lịch sử Việt Nam cận đại (1959 – 1961).
Giáo sư Lâm đã hướng dẫn thành công hơn 30 luận án tiến sĩ trong và ngoài nước, tác giả của hơn 200 công trình nghiên cứu khoa học.
Ông mất ngày 25 tháng 1 năm 2017 tại Hà Nội, hưởng thọ 92 tuổi.

## Phong tặng
Ông được phong học hàm Phó Giáo sư năm 1980 và Giáo sư năm 1984, ngành Sử học. Cùng với Giáo sư Nguyễn Lân, ông là một trong hai người ngành Sử đầu tiên được Nhà nước Việt Nam tôn vinh phong tặng Nhà giáo Nhân dân và được tặng thưởng Huân chương Lao động hạng Nhất.

## Tác phẩm
Giáo sư Đinh Xuân Lâm đã viết và đứng tên hơn 370 bài báo, 7 đề tài nghiên cứu khoa học và 90 đầu sách. Một số tác phẩm của ông là:
- Bộ sách Đại cương lịch sử Việt Nam (Đinh Xuân Lâm chủ biên)
- Chuyên đề Đặc điểm của chủ nghĩa thực dân Pháp tại Đông Dương
- Lịch sử Việt Nam 1897 – 1914 (1957)
- Hoàng Hoa Thám và phong trào nông dân Yên Thế (1958)
- Lịch sử Việt Nam cận đại (1959 - 1961)
- Văn thơ Đông Kinh nghĩa thục;
- Danh nhân văn hoá Hồ Chí Minh
- Lê Hồng Phong – Người cộng sản kiên cường
- Nguyễn Văn Cừ – Nhà lãnh đạo xuất sắc của Đảng và Cách mạng Việt Nam;
- Đảng Cộng sản Việt Nam – những trang sử vẻ vang;
- Tư tưởng Hồ Chí Minh về Độc lập Dân tộc và Chủ nghĩa – Xã hội;
- Phan Bội Châu (1867 – 1940) con người và sự nghiệp/ Đinh Xuân Lâm, Nguyễn Văn Khánh, Trần Ngọc Vương. - H.: Trường ĐHKHXH & NV, 1997. - 406 tr.; 20.5 cm.
- Làng khoa bảng Tả Thanh Oai (2013)